# Arcidiocesi di Guiyang
L'arcidiocesi di Guiyang (in latino: Archidioecesis Coeiiamensis) è una sede metropolitana della Chiesa cattolica in Cina. Nel 1950 contava 24.713 battezzati su 7.000.000 di abitanti. La sede è vacante.

## Territorio
L'arcidiocesi comprende parte della provincia cinese di Guizhou.
Sede arcivescovile è la città di Guiyang, dove si trova la cattedrale di San Giuseppe.

## Storia
Con l'erezione della diocesi di Macao nel 1576, la provincia di Kweichow (o Kouy-Tcheou), come tutta la Cina, passò sotto la giurisdizione di questa diocesi. Nel 1659, con l'erezione dei vicariati apostolici, monsignor François Pallu, delle Missioni Estere di Parigi, fu incaricato, in qualità di amministratore, della provincia di Kweichow, essendo prima vicario apostolico del Tonchino e poi, dal 1680, di Fokien. Infine, in occasione dell'erezione della diocesi di Nanchino (1690), alla nuova sede episcopale fu affidata l'evangelizzazione del Kweichow.
Il vicariato apostolico di Kweichow (Guizhou) fu eretto il 15 ottobre 1696 con il breve E sublimi Sedis di papa Innocenzo XII, ricavandone il territorio dalla diocesi di Nanchino (oggi arcidiocesi). Nel 1715 il vicariato apostolico fu soppresso ed i suoi territori accorpati con quello di Szechwan (oggi diocesi di Chengdu).
Il 27 marzo 1846 il vicariato apostolico di Kweichow (Guizhou) fu restaurato in forza del breve Ex debito di papa Gregorio XVI recuperandone il territorio dal vicariato apostolico di Szechwan.
Il 3 dicembre 1924 assunse il nuovo nome di vicariato apostolico di Kweiyang in forza del decreto Vicarii et Praefecti della Congregazione di Propaganda Fide.
Il 16 febbraio 1922 e il 23 marzo 1932 cedette porzioni di territorio a vantaggio dell'erezione rispettivamente del vicariato apostolico di Nanlong (oggi diocesi di Anlong) e della missione sui iuris di Shiqian (oggi prefettura apostolica).
L'11 aprile 1946 il vicariato apostolico è stato elevato ad arcidiocesi metropolitana con la bolla Quotidie Nos di papa Pio XII.
Nel 1999 il governo cinese e la conferenza episcopale "ufficiale" hanno unito le diocesi di Guiyang, Anlong e Shiqian in una sola circoscrizione ecclesiastica (chiamata "diocesi di Guizhou") facente capo alla città di Guiyang, capitale della provincia di Guizhou.
L'8 settembre 2007 è stato ordinato vescovo coadiutore con diritto di successione monsignor Paul Xiao Zejiang, essendo ordinario della diocesi di Guizhou monsignor Anicetus Wang Chongyi. L'ordinazione di Xiao Zejiang ha ricevuto il benestare della Santa Sede.

## Cronotassi dei vescovi
Si omettono i periodi di sede vacante non superiori ai 2 anni o non storicamente accertati.
- Carlo Turcotti, S.I.  † (1701 - 15 ottobre 1706 deceduto)
- Claude de Visdelou, S.I.  † (12 gennaio 1708 - 11 novembre 1737 deceduto)[4]
  - Sede soppressa (1715-1846)
- Etienne-Raymond Albrand, M.E.P. † (13 agosto 1846 - 22 aprile 1853 deceduto)
- Louis-Simon Faurie, M.E.P. † (1853 - 21 giugno 1871 deceduto)
- François-Eugène Lions, M.E.P. † (22 dicembre 1871 - 24 aprile 1893 deceduto)
- François-Mathurin Guichard, M.E.P. † (24 aprile 1893 succeduto - 21 ottobre 1913 deceduto)
- François-Lazare Seguin, M.E.P. † (21 ottobre 1913 succeduto - 11 settembre 1942 deceduto)
- Jean Larrart, M.E.P. † (13 settembre 1942 succeduto - 14 luglio 1966 deceduto)
  - Sede vacante
  - Chen Yuan-cai † (15 giugno 1958 consacrato - ?) (vescovo ufficiale)
  - Augustine Hu Da-guo † (1987 - 17 febbraio 2011 deceduto) (vescovo clandestino)
  - Anicetus Andrew Wang Chong-yi † (4 dicembre 1988 consacrato - 8 settembre 2014 dimesso)[5]
  - Paul Xiao Ze-jiang, succeduto l'8 settembre 2014

## Statistiche
L'arcidiocesi nel 1950 su una popolazione di 7.000.000 di persone contava 24.713 battezzati, corrispondenti allo 0,4% del totale.
| anno | popolazione | popolazione | popolazione | presbiteri | presbiteri | presbiteri | presbiteri                | diaconi | religiosi | religiosi | parrocchie |
| anno | battezzati  | totale      | %           | numero     | secolari   | regolari   | battezzati per presbitero | diaconi | uomini    | donne     | parrocchie |
| ---- | ----------- | ----------- | ----------- | ---------- | ---------- | ---------- | ------------------------- | ------- | --------- | --------- | ---------- |
| 1950 | 24.713      | 7.000.000   | 0,4         | 77         | 77         |            | 320                       |         |           | 33        | 30         |